# Federico de Ramón y Sancibrián
Federico de Ramón y Sancibrián fou un polític català, diputat a les Corts Espanyoles durant la restauració borbònica. Fou elegit diputat a les Corts Espanyoles per Valls dins del Partit Conservador a les eleccions generals espanyoles de 1899, arrabassant-li l'escó al candidat liberal Josep Orga i Sans, que recuperaria l'escó a les eleccions generals espanyoles de 1901.